# Olympische Sommerspiele 1952/Wasserball
Bei den Olympischen Sommerspielen 1952 in der finnischen Hauptstadt Helsinki fand ein Wasserball-Turnier statt. Austragungsort war das Schwimmstadion zu Helsinki.

## Medaillengewinner
| Platz | Nation      | Spieler |
| ----- | ----------- | --- |
|       | Ungarn      | Róbert Antal, Antal Bolvári, Dezső Fábián, Dezső Gyarmati, István Hasznos, László Jeney, György Kárpáti, Miklós Martin, Dezső Lemhényi, Kálmán Markovits, Károly Szittya, István Szívós, György Vízvári |
|       | Jugoslawien | Juraj Amšel, Veljko Bakašun, Marko Brainović, Vladimir Ivković, Zdravko Ježić, Zdravko Kovačić, Ivo Kurtini, Lovro Radonić, Ivo Štakula, Dragoslav Šiljak, Bosko Vuksanović                             |
|       | Italien     | Gildo Arena, Lucio Ceccarini, Renato De Sanzuane, Raffaello Gambino, Salvatore Gionta, Maurizio Mannelli, Geminio Ognio, Carlo Peretti, Vincenzo Polito, Cesare Rubini, Renato Traiola                  |

## Turnier
Das Turnier begann mit der ersten Qualifikationsrunde, in der zehn gesetzte gegen zehn nichtgesetzte Teams antraten; Argentinien hatte dabei ein Freilos. Anschließend spielten die fünf Verlierer in der zweiten Qualifikationsrunde um die verbleibenden Plätze in der Vorrunde. Die verbleibenden 16 Teams trafen in vier ausgelosten Vorrundengruppen aufeinander, wobei die zwei besten Teams in die Halbfinalrunde einzogen (Ergebnisse der Direktbegegnungen wurden mitgenommen). In den zwei Halbfinalgruppen wiederholte sich das Prozedere. Die zwei besten Teams spielten danach in der Finalrunde um die Plätze 1 bis 4, die schlechteren um die Plätze 5 bis 8.

### 1. Qualifikationsrunde
| 25. Juli 1952 | Ungarn                  | 13:4  | Mexiko | Schwimmstadion, Helsinki Schiedsrichter: John Curren (USA) |
| 25. Juli 1952 | meiste Tore: Lemhényi 5 | (6:2) |        | Schwimmstadion, Helsinki Schiedsrichter: John Curren (USA) |
| 25. Juli 1952 |                         |       |        | Schwimmstadion, Helsinki Schiedsrichter: John Curren (USA) |

| 25. Juli 1952 | Ägypten | 10:0 | Portugal | Schwimmstadion, Helsinki Schiedsrichter: Ernie Scott (GBR) |
| 25. Juli 1952 | (6:0)   |      |          | Schwimmstadion, Helsinki Schiedsrichter: Ernie Scott (GBR) |
| 25. Juli 1952 |         |      |          | Schwimmstadion, Helsinki Schiedsrichter: Ernie Scott (GBR) |

| 25. Juli 1952 | BR Deutschland | 8:4   | Rumänien             | Schwimmstadion, Helsinki Schiedsrichter: Gerard Voogd (NED) |
| 25. Juli 1952 |                | (4:1) | meiste Tore: Șimon 2 | Schwimmstadion, Helsinki Schiedsrichter: Gerard Voogd (NED) |
| 25. Juli 1952 |                |       |                      | Schwimmstadion, Helsinki Schiedsrichter: Gerard Voogd (NED) |

| 25. Juli 1952 | Belgien | 6:5 | Südafrikanische Union | Schwimmstadion, Helsinki Schiedsrichter: Francesco Roggione (ITA) |
| 25. Juli 1952 | (4:3)   |     |                       | Schwimmstadion, Helsinki Schiedsrichter: Francesco Roggione (ITA) |
| 25. Juli 1952 |         |     |                       | Schwimmstadion, Helsinki Schiedsrichter: Francesco Roggione (ITA) |

| 25. Juli 1952 | Jugoslawien | 10:2 | Australien | Schwimmstadion, Helsinki Schiedsrichter: Anton Weghofer (AUT) |
| 25. Juli 1952 | (4:1)       |      |            | Schwimmstadion, Helsinki Schiedsrichter: Anton Weghofer (AUT) |
| 25. Juli 1952 |             |      |            | Schwimmstadion, Helsinki Schiedsrichter: Anton Weghofer (AUT) |

| 25. Juli 1952 | Italien | 16:1 | Indien | Schwimmstadion, Helsinki Schiedsrichter: W. Podschukowitsch (URS) |
| 25. Juli 1952 | (4:0)   |      |        | Schwimmstadion, Helsinki Schiedsrichter: W. Podschukowitsch (URS) |
| 25. Juli 1952 |         |      |        | Schwimmstadion, Helsinki Schiedsrichter: W. Podschukowitsch (URS) |

| 25. Juli 1952 | Spanien | 3:2 | Brasilien | Schwimmstadion, Helsinki Schiedsrichter: Harry Getz (RSA) |
| 25. Juli 1952 | (2:0)   |     |           | Schwimmstadion, Helsinki Schiedsrichter: Harry Getz (RSA) |
| 25. Juli 1952 |         |     |           | Schwimmstadion, Helsinki Schiedsrichter: Harry Getz (RSA) |

| 25. Juli 1952 | Großbritannien | 4:3 | Österreich | Schwimmstadion, Helsinki Schiedsrichter: Julien Bauwens (BEL) |
| 25. Juli 1952 | (3:2)          |     |            | Schwimmstadion, Helsinki Schiedsrichter: Julien Bauwens (BEL) |
| 25. Juli 1952 |                |     |            | Schwimmstadion, Helsinki Schiedsrichter: Julien Bauwens (BEL) |

| 25. Juli 1952 | Schweden                 | 5:1   | Vereinigte Staaten        | Schwimmstadion, Helsinki Schiedsrichter: Tomás Batallé (ESP) |
| 25. Juli 1952 | meiste Tore: Spångberg 3 | (2:1) | meiste Tore: Dornblaser 1 | Schwimmstadion, Helsinki Schiedsrichter: Tomás Batallé (ESP) |
| 25. Juli 1952 |                          |       |                           | Schwimmstadion, Helsinki Schiedsrichter: Tomás Batallé (ESP) |

| 25. Juli 1952 | Niederlande                           | 3:2   | Sowjetunion                              | Schwimmstadion, Helsinki Schiedsrichter: Sam Zuckerman (SWE) |
| 25. Juli 1952 | meiste Tore: Bijlsma, Braasem, Smol 1 | (1:1) | meiste Tore: Mschwenijeradse, Prokopow 1 | Schwimmstadion, Helsinki Schiedsrichter: Sam Zuckerman (SWE) |
| 25. Juli 1952 |                                       |       |                                          | Schwimmstadion, Helsinki Schiedsrichter: Sam Zuckerman (SWE) |

### 2. Qualifikationsrunde
| 26. Juli 1952 | Österreich | 6:0 | Australien | Schwimmstadion, Helsinki Schiedsrichter: Willy Baade (DEN) |
| 26. Juli 1952 | (4:0)      |     |            | Schwimmstadion, Helsinki Schiedsrichter: Willy Baade (DEN) |
| 26. Juli 1952 |            |     |            | Schwimmstadion, Helsinki Schiedsrichter: Willy Baade (DEN) |

| 26. Juli 1952 | Sowjetunion | 12:0 | Indien | Schwimmstadion, Helsinki Schiedsrichter: Ernie Scott (GBR) |
| 26. Juli 1952 | (5:0)       |      |        | Schwimmstadion, Helsinki Schiedsrichter: Ernie Scott (GBR) |
| 26. Juli 1952 |             |      |        | Schwimmstadion, Helsinki Schiedsrichter: Ernie Scott (GBR) |

| 26. Juli 1952 | Südafrikanische Union | 4:0 | Mexiko | Schwimmstadion, Helsinki Schiedsrichter: V. Polić (YUG) |
| 26. Juli 1952 | (2:0)                 |     |        | Schwimmstadion, Helsinki Schiedsrichter: V. Polić (YUG) |
| 26. Juli 1952 |                       |     |        | Schwimmstadion, Helsinki Schiedsrichter: V. Polić (YUG) |

| 26. Juli 1952 | Brasilien | 6:2 | Portugal | Schwimmstadion, Helsinki Schiedsrichter: Rudolph Honikman (RSA) |
| 26. Juli 1952 | (3:2)     |     |          | Schwimmstadion, Helsinki Schiedsrichter: Rudolph Honikman (RSA) |
| 26. Juli 1952 |           |     |          | Schwimmstadion, Helsinki Schiedsrichter: Rudolph Honikman (RSA) |

| 26. Juli 1952 | Vereinigte Staaten              | 6:3   | Rumänien             | Schwimmstadion, Helsinki Schiedsrichter: P. Barbieri (ITA) |
| 26. Juli 1952 | meiste Tore: Kooistra, Spargo 3 | (2:1) | meiste Tore: Törok 3 | Schwimmstadion, Helsinki Schiedsrichter: P. Barbieri (ITA) |
| 26. Juli 1952 |                                 |       |                      | Schwimmstadion, Helsinki Schiedsrichter: P. Barbieri (ITA) |

### Vorrunde
Gruppe A
| Platz | Team               | Siege | Unent. | Ndlg. | Tore  | Diff. | Punkte |
| ----- | ------------------ | ----- | ------ | ----- | ----- | ----- | ------ |
| 1.    | Italien            | 3     | 0      | 0     | 17:08 | + 9   | 6      |
| 2.    | Vereinigte Staaten | 2     | 0      | 1     | 16:09 | + 7   | 4      |
| 3.    | Großbritannien     | 0     | 1      | 2     | 09:15 | − 6   | 1      |
| 4.    | Österreich         | 0     | 1      | 2     | 05:15 | − 10  | 1      |

| 26. Juli 1952 | Italien | 4:3 | Großbritannien | Schwimmstadion, Helsinki Schiedsrichter: Alphonse Delahaye (BEL) |
| 26. Juli 1952 | (2:0)   |     |                | Schwimmstadion, Helsinki Schiedsrichter: Alphonse Delahaye (BEL) |
| 26. Juli 1952 |         |     |                | Schwimmstadion, Helsinki Schiedsrichter: Alphonse Delahaye (BEL) |

| 27. Juli 1952 | Italien | 8:1 | Österreich | Schwimmstadion, Helsinki Schiedsrichter: Julien Bauwens (BEL) |
| 27. Juli 1952 | (4:0)   |     |            | Schwimmstadion, Helsinki Schiedsrichter: Julien Bauwens (BEL) |
| 27. Juli 1952 |         |     |            | Schwimmstadion, Helsinki Schiedsrichter: Julien Bauwens (BEL) |

| 27. Juli 1952 | Vereinigte Staaten      | 8:3   | Großbritannien        | Schwimmstadion, Helsinki Schiedsrichter: Béla Rajki (HUN) |
| 27. Juli 1952 | meiste Tore: Kooistra 4 | (3:2) | meiste Tore: Miller 3 | Schwimmstadion, Helsinki Schiedsrichter: Béla Rajki (HUN) |
| 27. Juli 1952 |                         |       |                       | Schwimmstadion, Helsinki Schiedsrichter: Béla Rajki (HUN) |

| 28. Juli 1952 | Italien | 5:4 | Vereinigte Staaten | Schwimmstadion, Helsinki Schiedsrichter: Béla Rajki (HUN) |
| 28. Juli 1952 | (3:2)   |     |                    | Schwimmstadion, Helsinki Schiedsrichter: Béla Rajki (HUN) |
| 28. Juli 1952 |         |     |                    | Schwimmstadion, Helsinki Schiedsrichter: Béla Rajki (HUN) |

| 28. Juli 1952 | Österreich | 3:3 | Großbritannien | Schwimmstadion, Helsinki Schiedsrichter: W. Podschukowitsch (URS) |
| 28. Juli 1952 | (3:0)      |     |                | Schwimmstadion, Helsinki Schiedsrichter: W. Podschukowitsch (URS) |
| 28. Juli 1952 |            |     |                | Schwimmstadion, Helsinki Schiedsrichter: W. Podschukowitsch (URS) |

| 29. Juli 1952 | Vereinigte Staaten | 4:1 | Österreich | Schwimmstadion, Helsinki Schiedsrichter: Willy Baade (DEN) |
| 29. Juli 1952 | (2:1)              |     |            | Schwimmstadion, Helsinki Schiedsrichter: Willy Baade (DEN) |
| 29. Juli 1952 |                    |     |            | Schwimmstadion, Helsinki Schiedsrichter: Willy Baade (DEN) |

Gruppe B
| Platz | Team           | Siege | Unent. | Ndlg. | Tore  | Diff. | Punkte |
| ----- | -------------- | ----- | ------ | ----- | ----- | ----- | ------ |
| 1.    | Ungarn         | 3     | 0      | 0     | 23:04 | + 19  | 6      |
| 2.    | Sowjetunion    | 2     | 0      | 1     | 12:09 | + 3   | 4      |
| 3.    | Ägypten        | 1     | 0      | 2     | 07:14 | − 7   | 2      |
| 4.    | BR Deutschland | 0     | 0      | 3     | 05:20 | − 15  | 0      |

| 26. Juli 1952 | Ungarn                | 9:0   | Ägypten | Schwimmstadion, Helsinki Schiedsrichter: Georges Rigal (FRA) |
| 26. Juli 1952 | meiste Tore: Szívós 5 | (6:0) |         | Schwimmstadion, Helsinki Schiedsrichter: Georges Rigal (FRA) |
| 26. Juli 1952 |                       |       |         | Schwimmstadion, Helsinki Schiedsrichter: Georges Rigal (FRA) |

| 27. Juli 1952 | Ungarn                | 5:3   | Sowjetunion | Schwimmstadion, Helsinki Schiedsrichter: Sam Zuckerman (SWE) |
| 27. Juli 1952 | meiste Tore: Szívós 3 | (1:2) |             | Schwimmstadion, Helsinki Schiedsrichter: Sam Zuckerman (SWE) |
| 27. Juli 1952 |                       |       |             | Schwimmstadion, Helsinki Schiedsrichter: Sam Zuckerman (SWE) |

| 27. Juli 1952 | Ägypten | 5:2 | BR Deutschland | Schwimmstadion, Helsinki Schiedsrichter: Francesco Roggione (ITA) |
| 27. Juli 1952 | (1:1)   |     |                | Schwimmstadion, Helsinki Schiedsrichter: Francesco Roggione (ITA) |
| 27. Juli 1952 |         |     |                | Schwimmstadion, Helsinki Schiedsrichter: Francesco Roggione (ITA) |

| 28. Juli 1952 | Ungarn                          | 9:1   | BR Deutschland | Schwimmstadion, Helsinki Schiedsrichter: Georges Rigal (FRA) |
| 28. Juli 1952 | meiste Tore: Hasznos, Szittya 3 | (3:0) |                | Schwimmstadion, Helsinki Schiedsrichter: Georges Rigal (FRA) |
| 28. Juli 1952 |                                 |       |                | Schwimmstadion, Helsinki Schiedsrichter: Georges Rigal (FRA) |

| 28. Juli 1952 | Sowjetunion | 3:2 | Ägypten | Schwimmstadion, Helsinki Schiedsrichter: Anton Weghofer (AUT) |
| 28. Juli 1952 | (1:1)       |     |         | Schwimmstadion, Helsinki Schiedsrichter: Anton Weghofer (AUT) |
| 28. Juli 1952 |             |     |         | Schwimmstadion, Helsinki Schiedsrichter: Anton Weghofer (AUT) |

| 29. Juli 1952 | Sowjetunion | 6:2 | BR Deutschland | Schwimmstadion, Helsinki Schiedsrichter: Gerard Voogd (NED) |
| 29. Juli 1952 | (3:1)       |     |                | Schwimmstadion, Helsinki Schiedsrichter: Gerard Voogd (NED) |
| 29. Juli 1952 |             |     |                | Schwimmstadion, Helsinki Schiedsrichter: Gerard Voogd (NED) |

Gruppe C
| Platz | Team        | Siege | Unent. | Ndlg. | Tore  | Diff. | Punkte |
| ----- | ----------- | ----- | ------ | ----- | ----- | ----- | ------ |
| 1.    | Jugoslawien | 3     | 0      | 0     | 20:03 | + 17  | 6      |
| 2.    | Niederlande | 2     | 0      | 1     | 17:06 | + 11  | 4      |
| 3.    | Schweden    | 1     | 0      | 2     | 09:18 | − 9   | 2      |
| 4.    | Argentinien | 0     | 0      | 3     | 06:25 | − 19  | 0      |

| 26. Juli 1952 | Niederlande                 | 9:3   | Argentinien              | Schwimmstadion, Helsinki Schiedsrichter: F. Dahmen (FRG) |
| 26. Juli 1952 | meiste Tore: van Feggelen 6 | (6:1) | meiste Tore: Sebastián 3 | Schwimmstadion, Helsinki Schiedsrichter: F. Dahmen (FRG) |
| 26. Juli 1952 |                             |       |                          | Schwimmstadion, Helsinki Schiedsrichter: F. Dahmen (FRG) |

| 27. Juli 1952 | Jugoslawien | 9:1 | Argentinien | Schwimmstadion, Helsinki Schiedsrichter: Georges Rigal (FRA) |
| 27. Juli 1952 | (4:1)       |     |             | Schwimmstadion, Helsinki Schiedsrichter: Georges Rigal (FRA) |
| 27. Juli 1952 |             |     |             | Schwimmstadion, Helsinki Schiedsrichter: Georges Rigal (FRA) |

| 27. Juli 1952 | Niederlande                 | 7:1   | Schweden                  | Schwimmstadion, Helsinki Schiedsrichter: Tomás Batallé (ESP) |
| 27. Juli 1952 | meiste Tore: van Feggelen 3 | (3:0) | meiste Tore: Bo Larsson 1 | Schwimmstadion, Helsinki Schiedsrichter: Tomás Batallé (ESP) |
| 27. Juli 1952 |                             |       |                           | Schwimmstadion, Helsinki Schiedsrichter: Tomás Batallé (ESP) |

| 28. Juli 1952 | Schweden | 7:2 | Argentinien | Schwimmstadion, Helsinki Schiedsrichter: Ernie Scott (GBR) |
| 28. Juli 1952 | (3:2)    |     |             | Schwimmstadion, Helsinki Schiedsrichter: Ernie Scott (GBR) |
| 28. Juli 1952 |          |     |             | Schwimmstadion, Helsinki Schiedsrichter: Ernie Scott (GBR) |

| 28. Juli 1952 | Niederlande                 | 3:2 1 | Jugoslawien            | Schwimmstadion, Helsinki Schiedsrichter: Alphonse Delahaye (BEL) |
| 28. Juli 1952 | meiste Tore: van Feggelen 2 | (1:0) | meiste Tore: Kurtini 2 | Schwimmstadion, Helsinki Schiedsrichter: Alphonse Delahaye (BEL) |
| 28. Juli 1952 |                             |       |                        | Schwimmstadion, Helsinki Schiedsrichter: Alphonse Delahaye (BEL) |

| 29. Juli 1952 | Jugoslawien | 9:1 | Schweden | Schwimmstadion, Helsinki Schiedsrichter: Julien Bauwens (BEL) |
| 29. Juli 1952 | (4:1)       |     |          | Schwimmstadion, Helsinki Schiedsrichter: Julien Bauwens (BEL) |
| 29. Juli 1952 |             |     |          | Schwimmstadion, Helsinki Schiedsrichter: Julien Bauwens (BEL) |

| 1. August 1952 | Jugoslawien            | 2:1   | Niederlande         | Schwimmstadion, Helsinki Schiedsrichter: Sam Zuckerman (SWE) |
| 1. August 1952 | meiste Tore: Kurtini 2 | (2:0) | meiste Tore: Smol 1 | Schwimmstadion, Helsinki Schiedsrichter: Sam Zuckerman (SWE) |
| 1. August 1952 |                        |       |                     | Schwimmstadion, Helsinki Schiedsrichter: Sam Zuckerman (SWE) |

1 Die Jugoslawen legten Protest wegen der ungenügenden Leistung des Schiedsrichters ein und erzwangen die Austragung eines Wiederholungsspiels. Da beide Mannschaften unabhängig von diesem Spiel bereits für die Halbfinals qualifiziert waren, wurde das Spiel erst am 1. August im Rahmen der Halbfinalgruppe wiederholt und wurde dort zu einem Entscheidungsspiel um den Einzug in die Medaillengruppe. Formal zählte das Spiel zur Vorrunde und wurde in die Halbfinalgruppe übernommen.
Gruppe D
| Platz | Team                  | Siege | Unent. | Ndlg. | Tore  | Diff. | Punkte |
| ----- | --------------------- | ----- | ------ | ----- | ----- | ----- | ------ |
| 1.    | Belgien               | 3     | 0      | 0     | 12:05 | + 7   | 6      |
| 2.    | Spanien               | 2     | 0      | 1     | 13:10 | + 3   | 4      |
| 3.    | Südafrikanische Union | 1     | 0      | 2     | 10:09 | + 1   | 2      |
| 4.    | Brasilien             | 0     | 0      | 3     | 07:18 | − 11  | 0      |

| 26. Juli 1952 | Belgien | 5:4 | Spanien | Schwimmstadion, Helsinki Schiedsrichter: Béla Rajki (HUN) |
| 26. Juli 1952 | (3:2)   |     |         | Schwimmstadion, Helsinki Schiedsrichter: Béla Rajki (HUN) |
| 26. Juli 1952 |         |     |         | Schwimmstadion, Helsinki Schiedsrichter: Béla Rajki (HUN) |

| 27. Juli 1952 | Belgien | 3:1 | Brasilien | Schwimmstadion, Helsinki Schiedsrichter: Gerard Voogd (NED) |
| 27. Juli 1952 | (1:0)   |     |           | Schwimmstadion, Helsinki Schiedsrichter: Gerard Voogd (NED) |
| 27. Juli 1952 |         |     |           | Schwimmstadion, Helsinki Schiedsrichter: Gerard Voogd (NED) |

| 27. Juli 1952 | Spanien | 3:1 | Südafrikanische Union | Schwimmstadion, Helsinki Schiedsrichter: D. Grimaldi (ITA) |
| 27. Juli 1952 | (1:0)   |     |                       | Schwimmstadion, Helsinki Schiedsrichter: D. Grimaldi (ITA) |
| 27. Juli 1952 |         |     |                       | Schwimmstadion, Helsinki Schiedsrichter: D. Grimaldi (ITA) |

| 28. Juli 1952 | Belgien | 4:0 | Südafrikanische Union | Schwimmstadion, Helsinki Schiedsrichter: Sam Zuckerman (SWE) |
| 28. Juli 1952 | (2:0)   |     |                       | Schwimmstadion, Helsinki Schiedsrichter: Sam Zuckerman (SWE) |
| 28. Juli 1952 |         |     |                       | Schwimmstadion, Helsinki Schiedsrichter: Sam Zuckerman (SWE) |

| 28. Juli 1952 | Spanien | 6:4 | Brasilien | Schwimmstadion, Helsinki Schiedsrichter: Youssef Ezz-el-din (EGY) |
| 28. Juli 1952 | (4:1)   |     |           | Schwimmstadion, Helsinki Schiedsrichter: Youssef Ezz-el-din (EGY) |
| 28. Juli 1952 |         |     |           | Schwimmstadion, Helsinki Schiedsrichter: Youssef Ezz-el-din (EGY) |

| 29. Juli 1952 | Südafrikanische Union | 9:2 | Brasilien | Schwimmstadion, Helsinki Schiedsrichter: J. Kitajew (URS) |
| 29. Juli 1952 | (3:0)                 |     |           | Schwimmstadion, Helsinki Schiedsrichter: J. Kitajew (URS) |
| 29. Juli 1952 |                       |     |           | Schwimmstadion, Helsinki Schiedsrichter: J. Kitajew (URS) |

### Halbfinalrunde
Gruppe E
| Platz | Team               | Siege | Unent. | Ndlg. | Tore  | Diff. | Punkte |
| ----- | ------------------ | ----- | ------ | ----- | ----- | ----- | ------ |
| 1.    | Italien            | 3     | 0      | 0     | 12:06 | + 6   | 6      |
| 2.    | Vereinigte Staaten | 2     | 0      | 1     | 14:11 | + 3   | 4      |
| 3.    | Belgien            | 1     | 0      | 2     | 08:13 | − 5   | 2      |
| 4.    | Spanien            | 0     | 0      | 3     | 09:13 | − 4   | 0      |

| 30. Juli | USA     | Belgien | 4:2 (4:1) |
| 30. Juli | Italien | Spanien | 2:1 (1:1) |
| 31. Juli | Italien | Belgien | 5:1 (2:0) |
| 31. Juli | USA     | Spanien | 6:4 (2:2) |

Gruppe F
| Platz | Team        | Siege | Unent. | Ndlg. | Tore  | Diff. | Punkte |
| ----- | ----------- | ----- | ------ | ----- | ----- | ----- | ------ |
| 1.    | Ungarn      | 1     | 2      | 0     | 11:09 | + 2   | 4      |
| 2.    | Jugoslawien | 1     | 2      | 0     | 07:06 | + 1   | 4      |
| 3.    | Niederlande | 1     | 1      | 1     | 09:08 | + 1   | 3      |
| 4.    | Sowjetunion | 0     | 1      | 2     | 08:12 | − 4   | 1      |

| 30. Juli | Niederlande | Ungarn      | 4:4 (1:3) |
| 30. Juli | Sowjetunion | Jugoslawien | 3:3 (2:1) |
| 31. Juli | Jugoslawien | Ungarn      | 2:2 (1:1) |
| 31. Juli | Niederlande | Sowjetunion | 4:2 (2:0) |

### Finalrunde
Platz 1 bis 4
| Platz | Team               | Siege | Unent. | Ndlg. | Tore  | Diff. | Punkte |
| ----- | ------------------ | ----- | ------ | ----- | ----- | ----- | ------ |
| 1.    | Ungarn             | 2     | 1      | 0     | 13:04 | + 9   | 5      |
| 2.    | Jugoslawien        | 2     | 1      | 0     | 09:05 | + 4   | 5      |
| 3.    | Italien            | 1     | 0      | 2     | 08:14 | − 6   | 2      |
| 4.    | Vereinigte Staaten | 0     | 0      | 3     | 06:13 | − 7   | 0      |

| 1. August | Ungarn      | Italien | 7:2 (2:2) |
| 1. August | Jugoslawien | USA     | 4:2 (2:1) |
| 2. August | Jugoslawien | Italien | 3:1 (0:1) |
| 2. August | Ungarn      | USA     | 4:0 (3:0) |

Platz 5 bis 8
| Platz | Team        | Siege | Unent. | Ndlg. | Tore  | Diff. | Punkte |
| ----- | ----------- | ----- | ------ | ----- | ----- | ----- | ------ |
| 5.    | Niederlande | 3     | 0      | 0     | 16:06 | + 10  | 6      |
| 6.    | Belgien     | 1     | 1      | 1     | 11:12 | − 1   | 3      |
| 7.    | Sowjetunion | 1     | 1      | 1     | 09:10 | − 1   | 3      |
| 8.    | Spanien     | 0     | 0      | 3     | 08:16 | − 8   | 0      |

| 1. August | Sowjetunion | Spanien     | 4:3 (2:2) |
| 1. August | Niederlande | Belgien     | 5:3 (2:2) |
| 2. August | Niederlande | Spanien     | 7:1 (4:0) |
| 2. August | Belgien     | Sowjetunion | 3:3 (2:3) |

## Quelle
- Volker Kluge: Olympische Sommerspiele. Die Chronik II. London 1948 – Tokio 1964. Sportverlag Berlin, Berlin 1998, ISBN 3-328-00740-7, S. 264–266.